# لغة البرمجة سي++ (كتاب)
لغة البرمجة سي++ (بالإنجليزية: The C++ Programming Language)‏ هو أول كتاب يوصف لغة سي++، من تأليف مبتكر لغة سي++ بيارن ستروستروب، ونُشر لأول مرة في أكتوبر 1985.